# Harun al Raschid (Film)
Harun al Raschid ist ein österreichisches Stummfilmdrama aus dem Jahre 1924 von Michael Kertesz.

## Handlung
Kalff ist ein Spieler, der von einem alten Sonderling mächtig abgezogen wurde. Nun ist der junge Mann völlig mittellos. Daraufhin unterbreitet der Alte dem Pleitier ein nebulöses Angebot: er wolle Kalff eine beträchtliche Summe Geld zukommen lassen, wenn dieser von seinem beabsichtigten Selbstmord wenigstens ein Jahr lang Abstand nehme. Kalff nimmt das Angebot an.
Nach einem Jahr sehen die Dinge völlig anders aus. Kalff hat sich in der Zwischenzeit in eine gewisse Rita verliebt. Die junge Frau erklärt ihrem Freund die Hintergründe der Geschichte: der alte Sonderling habe einen perfiden Plan ausgeheckt, denn er wisse, dass Kalff derjenige Mann sei, der einst des Alten Sohn in Notwehr erschossen habe. Doch sein Plan geht nicht auf, und der Alte wird bei seiner Verhaftung tödlich verletzt. Kalff und Rita werden ein Paar.

## Produktionsnotizen
Harun al Raschid wurde ab Ende 1923 in Wien gedreht. Der Film passierte die österreichische Filmzensur am 15. März 1924 und wurde am 17. März 1924 im Rahmen einer Pressevorführung uraufgeführt. Der Massenstart war am 21. März 1924. Der sechsaktige Film besaß eine Länge von etwa 2300 Metern und wurde mit Jugendverbot belegt.
Artur Berger und Julius von Borsody schufen die Filmbauten.

## Kritik
In Paimann’s Filmlisten ist zu lesen: „Die Aktivpost des Bildes stellt unzweifelhaft die sehr hübsche Aufmachung dar. Die Photos, fast durchwegs Nachtaufnahmen, sind, wenn auch gewollt, so doch vielfach zu dunkel geraten. Das Sujet ist außer einigen Längen passabel, die Darstellung szenenweise etwas schwach.“